# Sacha van Agt
Sacha van Agt (* 10. August 1994 in Veldhoven) ist eine niederländische Leichtathletin, die sich auf den Sprint spezialisiert hat.

## Sportliche Karriere
2011 gewann Sacha van Agt die Goldmedaille mit der niederländischen Sprintstaffel beim Europäischen Olympischen Jugendfestival. 2013 gewann sie mit der Staffel die Bronzemedaille bei den Junioreneuropameisterschaften in Rieti. 2015 verpasste sie bei den U23-Europameisterschaften als Vierte nur knapp eine weitere Medaille. 
2015 wurde van Agt niederländische Meisterin mit der 4-mal-100-Meter-Staffel ihres Vereins.

## Persönliche Bestleistungen
- 60 Meter (Halle): 7,49 s, 27. Februar 2016 in Apeldoorn
- 100 Meter: 11,58 s, 8. August 2015 in Gent
- 200 Meter: 24,14 s, 22. August 2017 in Oordegem